# Henning Berg
Henning Berg   (Eidsvoll, 1 de setembre de 1969) és un exfutbolista noruec de la dècada de 1990.
Fou 100 cops internacional amb la selecció noruega.
Pel que fa a clubs, defensà els colors de Blackburn Rovers FC i Manchester United FC.